# Tarn (departament)
Tarn (wymowaⓘ, ˈtaʀn) – francuski departament położony w regionie Oksytania. Utworzony został podczas rewolucji francuskiej 4 marca 1790. Departament oznaczony jest liczbą 81.
Według danych na rok 2010 liczba zamieszkującej departament ludności wynosi 375 379 (65 os./km²); powierzchnia departamentu to 5758 km². Ośrodkiem administracyjnym (prefekturą) i największym miastem departamentu jest Albi.
W 2023 roku w skład departamentu wchodziło 314 gmin (lista).

## Miejscowości
Największe miejscowości departamentu (w nawiasach liczba ludności w 2021 roku):

- Albi (49 714)
- Castres (42 672)
- Gaillac (15 663)
- Graulhet (13 166)
- Lavaur (10 830)
- Mazamet (10 064)
- Carmaux (9898)
- Saint-Sulpice-la-Pointe (9576)
- Saint-Juéry (6600)
- Labruguière (6538)
- Rabastens (5775)
- Aussillon (5706)
- Lisle-sur-Tarn (4775)
- Lescure-d’Albigeois (4589)
- Saïx (3680)
- Puygouzon (3540)
- Réalmont (3529)
- Marssac-sur-Tarn (3449)
- Puylaurens (3204)
- Coufouleux (3001)
- Sorèze (2963)
- Blaye-les-Mines (2914)
- Pont-de-Larn (2786)
- Soual (2638)
- Cagnac-les-Mines (2594)
- Arthès (2523)
- Aiguefonde (2510)